# Humulus
Humulus é um género botânico pertencente à família Cannabaceae. Sua espécie mais conhecida é a Humulus lupulus, o lúpulo do qual se produz cerveja.

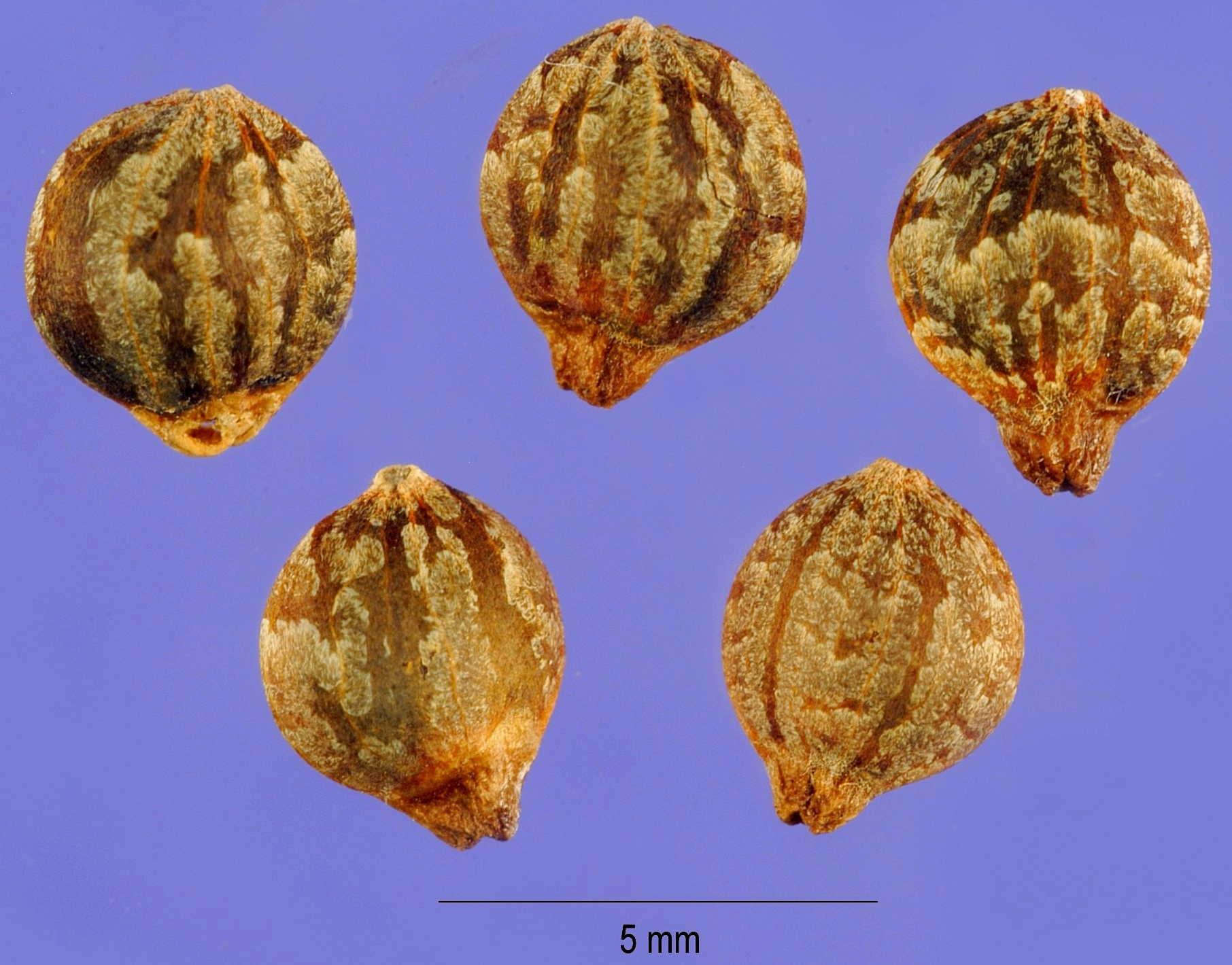
sementes de Humulus japonicus

## Espécies
Há três espécies, uma delas com cinco variedades:
- Humulus japonicus (syn. H. scandens). Asian Hop. Folhas com 5–7 lobos. Leste Asiático.
- Humulus lupulus. Lúpulo comum. Folhas com 3–5 lobos. Europa, ocidente Ásia, América do Norte.
  - Humulus lupulus var. lupulus. Europa, Ásia Ocidental.
  - Humulus lupulus var. cordifolius. Ásia Oriental.
  - Humulus lupulus var. lupuloides (sin. H. americanus). Região Oeste da América do Norte.
  - Humulus lupulus var. neomexicanus. Região Leste da América do Norte.
  - Humulus lupulus var. pubescens. Região Central da América do Norte.
- Humulus yunnanensis. Lúpulo de Yunnan. Folhas com 3–5 lobos. Sudeste da Ásia (endêmico em Yunnan, China).

Lúpulo para a produção de cerveja provem de cultivos específicos, propagados através da  reprodução assexuada

## Classificação do gênero
| Sistema | Classificação                    | Referência               |
| ------- | -------------------------------- | ------------------------ |
| Linné   | Classe Dioecia, ordem Tetrandria | Species plantarum (1753) |
| Linné   | Classe Dioecia, ordem Pentandria | Genera plantarum (1754)  |